# Siteía
Siteía (em grego: Σητεία) ou Sitía é a principal cidade e município do extremo oriental da ilha de Creta, Grécia. Pertence à unidade regional de Lasíti e tem 633,2 km² de área. Em 2001 tinha 18 318 (densidade: 28,9 hab./km²). No mesmo ano, o que é hoje a unidade municipal de Siteía, com 277,4 km², tinha 14 513 (densidade: 52,3 hab./km²), dos quais 9 912 na cidade.
Situa-se à beira do mar de Creta (designação da parte sul do mar Egeu), 65 km a leste de Ágios Nikolaos, 60 km a nordeste de Ierápetra e 130 km a leste de Heraclião (distâncias por estrada). A cidade dispõe de um porto e é um dos polos económicos da região de Lasíti. Apesar de dispor de um pequeno aeroporto internacional (IATA: JSH, ICAO: LGST) e da extensa praia que se estende até Ágia Fotiá e quase até Vái, a cidade e a região tem sido poupada ao turismo de massas que se verifica em outros pontos da costa norte de Creta e recebe relativamente poucos turistas.
O município e foi criado pela reforma administrativa de 2011 e resultou da fusão dos antigos municípios, e atuais unidades municipais de Itanos, Léfki e Siteía. O seu território corresponde à antiga província de Siteía, à exceção do ex-município de Macrigialós, extinto em 1996, que também fazia parte da província e atualmente é uma unidade municipal de Ierápetra.

## Etimologia
O nome atual deriva provavelmente de Eteía (em grego: Ητεία), também grafado como Itia e Etia, uma cidade que remonta ao período minoico e que provavelmente se localizava no local onde está atualmente a cidade moderna. Outra localização possível de Eteía é o sítio arqueológico de Tripitos. Outro nome antigo da cidade é Sitea. Durante o período otomano chamou-se Avnie.

## História
A fundação da cidade é anterior ao período minoico. As escavações no sítio arqueológico vizinho de Petras, situada numa colina baixa junto à cidade, puseram a descobertos vestígios de construções que remontam ao fim do Neolítico, c. 3 000 a.C., e continuam até à Idade do Bronze (3 000–1 050 a.C.). Ali existiu um palácio minoico foi descoberta uma inscrição em Linear A. Segundo Diógenes Laércio, foi em Siteia que viveu Míson de Queneia, um dos Sete Sábios da Grécia. Eteía foi o porto de da cidade minoica de Preso, a mais poderosa oponente de Ierápitna.
No município há vários outros sítios arqueológicos, nomeadamente os assentamentos minoicos de Praesos (o último reduto da cultura minoica após a invasão dórica c. 1 100 a.C.), Russólacos (junto a Palaicastro), Zacro, Móchlos e Itanos; ou ainda o túmulo abobadado de Platiscinos (1400–1220 a.C.), as mansões ou villas minoicas de Achládia Hamezi, Zhou e Ágia Fotiá. De referir ainda as ruínas da cidade portuária do período helenístico de Tripitos e os vestígios de tanques da época romana situados perto do porto de Siteía onde eram conservados peixes vivos para serem consumidos frescos. Na ilhota de Koufonisi, ao largo de Kserokambos, há inúmeros vestígios de ocupação dos períodos minoico e romano, nomeadamente de um teatro greco-romano. A ilhota foi densamente povoada e foi um centro de exploração de pórfiro. Na ilhota de Psira, a oeste de Móchlos, há importantes vestígios de um assentamento pré-minoico.
Durante o período bizantino, a cidade prosperou como porto comercial. Durante a Idade Média, a cidade era rodeada por uma grande muralha e tinha um castelo, situado onde se ergue atualmente a fortaleza veneziana de Kazarma, numa colina junto ao porto.
Durante o período em que Creta foi uma possessão da República de Veneza (ver Ducado de Cândia), a cidade foi ampliada, fortificada e serviu de base de operações no Mediterrâneo Oriental, desenvolveu-se em todos os setores e tornou-se a maior cidade do oriente de Creta. O vestígio atual mais notável da presença veneziana é a Kazarma (do italiano "casa di arma"), a velha fortaleza que domina o porto. Um dos maiores vultos da literatura grega e do Renascimento Cretense, Vitsentzos Kornaros (1553–1613), nasceu em Siteía. Kornaros é célebre sobretudo pelo seu poema de amor Erotokritos e pelo poema dramático O Sacrifício de Abraão.
Durante o período veneziano, Siteía foi destruída três vezes: em 1508 por um sismo, em 1538 por um ataque de piratas (o corsário turco Barba Ruiva atacou várias vezes a cidade) e em 1651 pelos próprios venezianos. Como o resto de Creta, foi depois conquistada pelo Império Otomano. Os otomanos reconstruíram a cidade e a Kazarma e chamaram à cidade Avnie, mas a cidade declinou a ponto de ser praticamente abandonada, só tendo sido repovoada por agricultores em 1869.[carece de fontes?]

## Infraestruturas

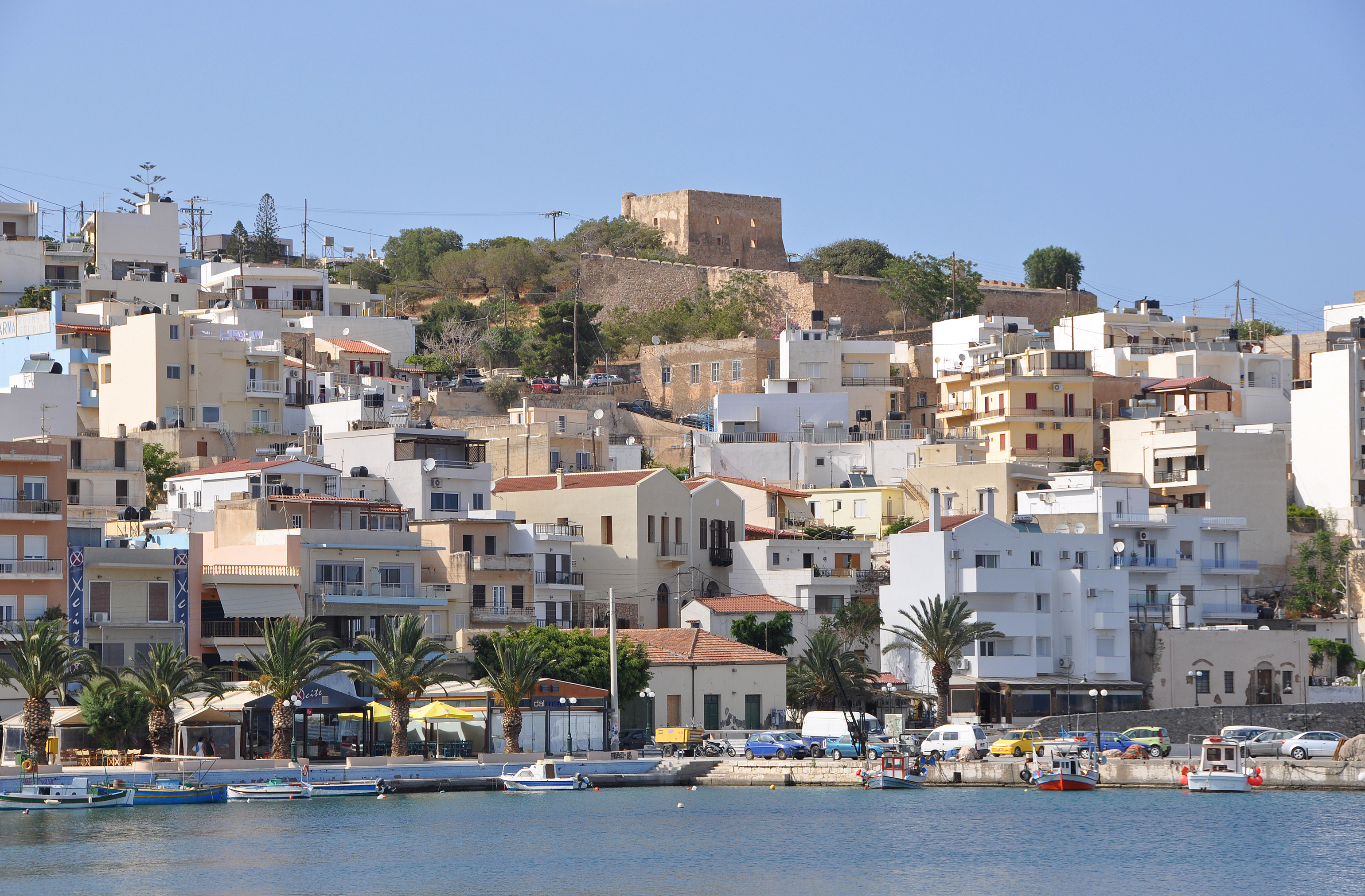
Vista da colina da fortaleza de Kazarma

Siteía dispõe de um porto comercial e de um porto de recreio e pesca. É servida por ligações diretas de ferryboats com o Pireu, o porto de Atenas e diversas ilhas gregas.
O Aeroporto de Siteía (IATA: JSH, ICAO: LGST) serve alguns voos domésticos regulares e voos chárter internacionais no verão. Em 2010 decorriam negociações para que a Companhia aérea de baixo custo Ryanair começasse a voar para Siteía. O aeroporto foi inaugurado em 9 de junho de 1984. Em maio de 1993 foram terminadas obras de melhoramento, que incluíram um novo edifício e uma torre de controlo. Em 2003 foram feitos mais melhoramentos, que incluíram a extensão da pista. Em 2011 houve mais obras que reforçaram a capacidade para voos internacionais.
O Hospital Geral de Siteía foi fundado em 1947 como centro de saúde local e em 1994 passou a funcionar num novo edifício com 7 500 m³ de área coberta e capacidade para 110 camas, passando a ser o principal hospital do município de das zonas vizinhas.
A cidade tem seis jardins de infância, quatro escolas primárias, e dois liceus (escolas secundárias). Há ainda dois institutos superiores de formação profissional, o IEK Sitia (IEK = Ινστιτούτο Επαγγελματικής Κατάρτισης) e o TEI Sitia (departamento de dietética e nutrição).

## Património natural e atrações turísticas

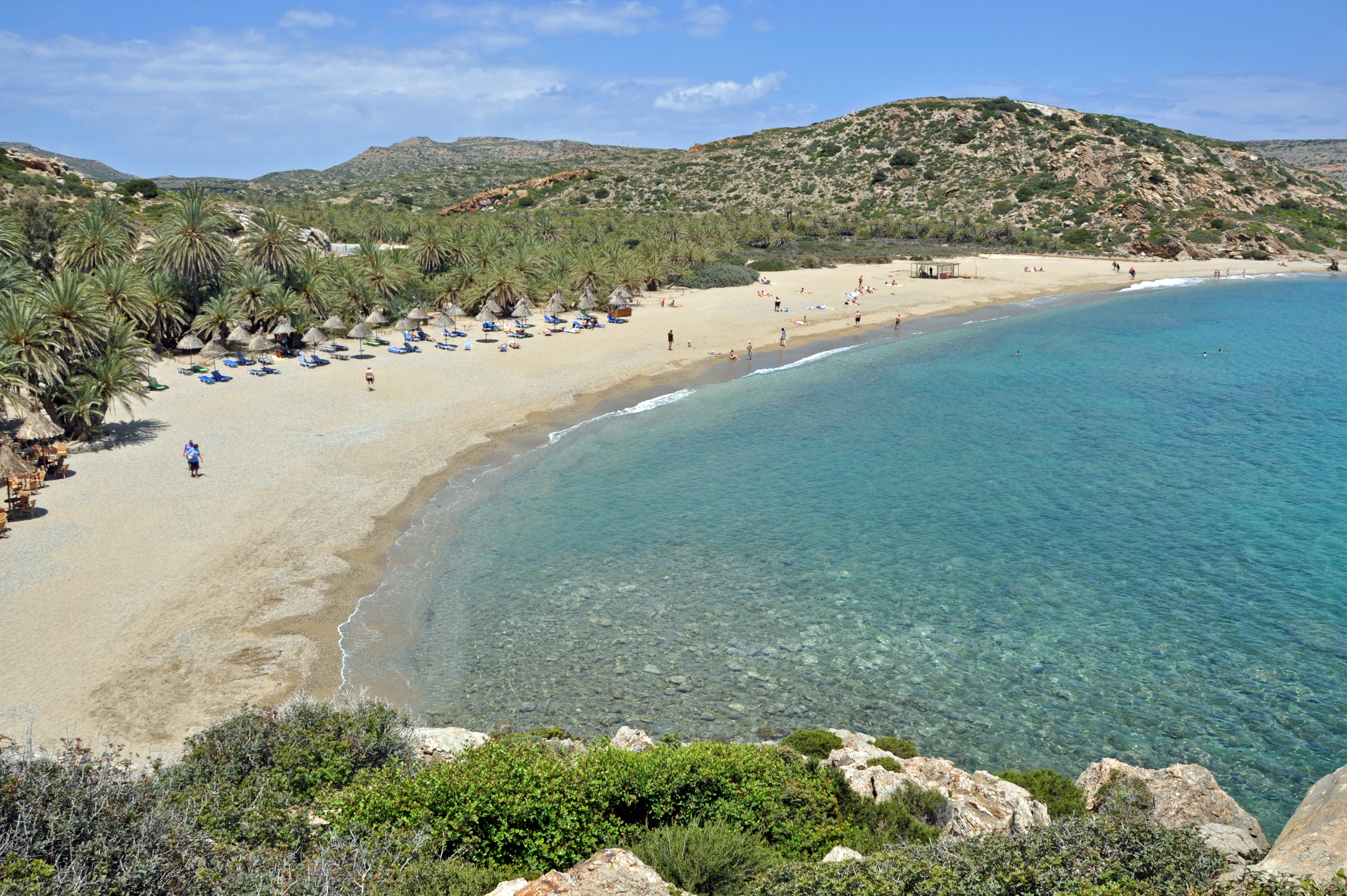
Palmeiral e praia de Vái

No município há diversas áreas protegidas, nomeadamente:
- Ilhas Dionisíades — abrigam várias espécies vegetais ameaçadas e são o habitat de vários animais, sobretudo aves e pequenos répteis, que incluem o falcão-da-rainha (Falco eleonorae).[29]
- Palmeiral de Vái — É a maior floresta natural de palmeiras da Europa. Segundo a lenda, terá crescido a partir de sementes deixadas por piratas sarracenos, mas como tem mais de 2 000 anos de idade, considera-se a hipótese de ter sido originalmente plantada por fenícios. Situada à beira da praia homónima, pertencia ao rico Mosteiro de Tóplou.[30]
- Garganta e cascata de Richtis, perto da aldeia de Exo Mouliana.[31]

Outros locais dignos de nota são, por exemplo:
- Inúmeras praias de areia,[32] algumas consideradas das melhores e mais pitorescas de Creta, como a de Itanos, Karoumes, Zacros,[33] Vái[30] e muitas outras.
- Garganta do Morto, em Cato Zacro.[31]
- Numerosos sítios arqueológicos de povoados minoicos da Idade do Bronze.[6]

### Museus

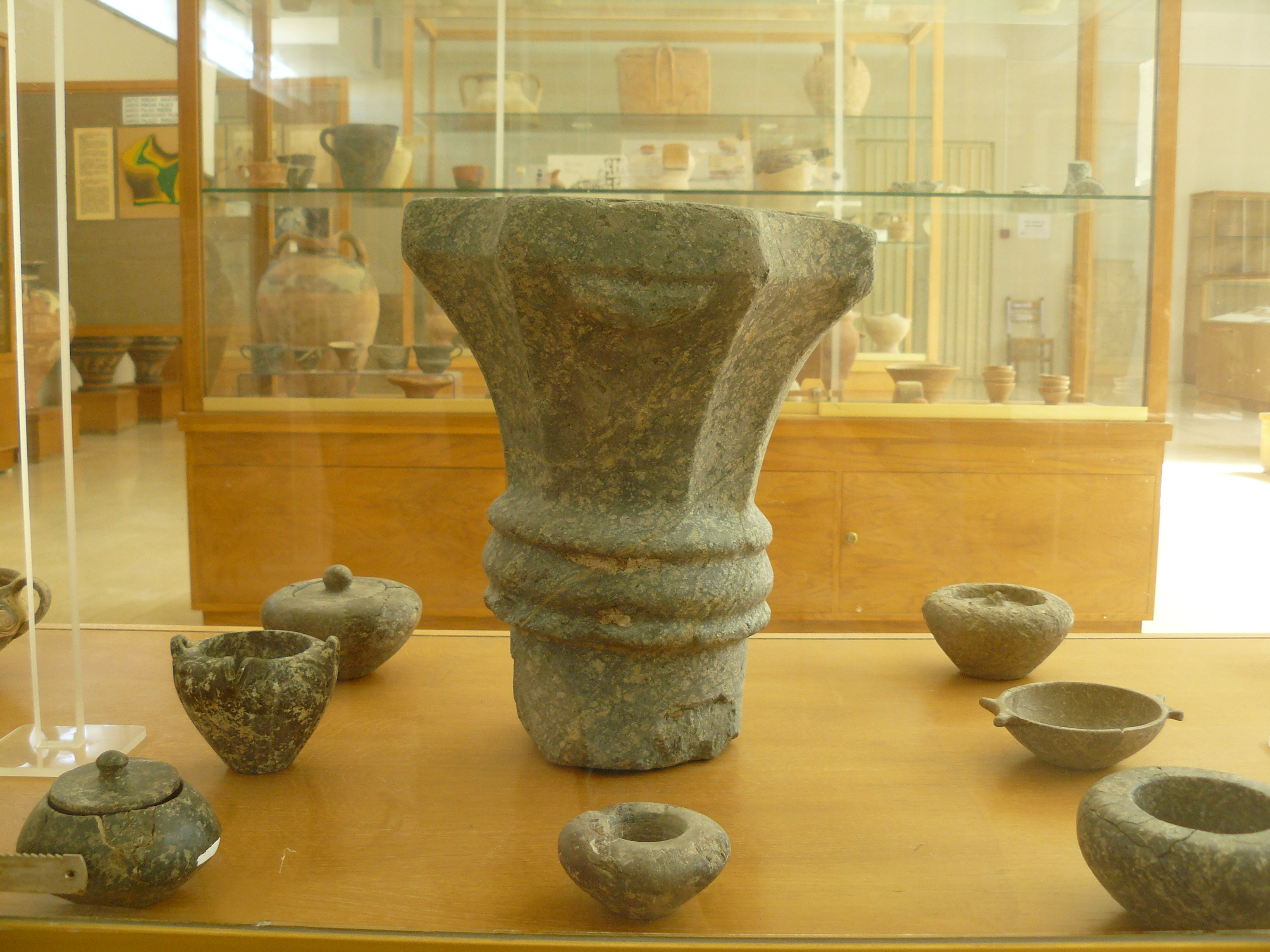
Vasos encontrados na ilhota de Psira, em exposição no Museu Arqueológico de Siteía

- Museu Arqueológico — Tem peças que datam de 3 500 a 500 a.C., espalhadas por cinco salas organizadas cronologicamente. Tem uma extensa coleção de vasilhas, tábuas de argila com inscrições em Linear A encontradas em Zacro, pequenas estatuetas e um moinho. A peça mais importante é um kouros (estátua de um homem) feita em ouro e marfim de hipopótamo, encontrada em Russólacos (Palaicastro).[34][35]
- Museu do Folclore — Expõe peças dos séculos XIX e XX, nomeadamente madeiras esculpidas, trajes locais e decoração. O museu está instalado numa casa tradicional cretense. Em Hamezi há outro museu da cultura, também instalado numa casa tradicional, que tem objetos relacionados com o vinho e respetivas prensas, além de objetos de ferro.[36][19]
- Museu–Salão de Exposições de Produtos Locais — Propriedade da Cooperativa Agrícola de Siteía, tem como objetivo mostrar e promover os produtos tradicionais locais. Entre esses produtos destacam-se os afamados azeite Sitia, o vinho Topikos e o raki (designação da aguardente oúzo em Creta) Varvaki.[37]
- Embora não seja exatamente um museu, a cooperativa vinícola de Míssonos tem visitas guiadas à adega onde se mostra e explicam os métodos de produção de vinho tradicional.[19]

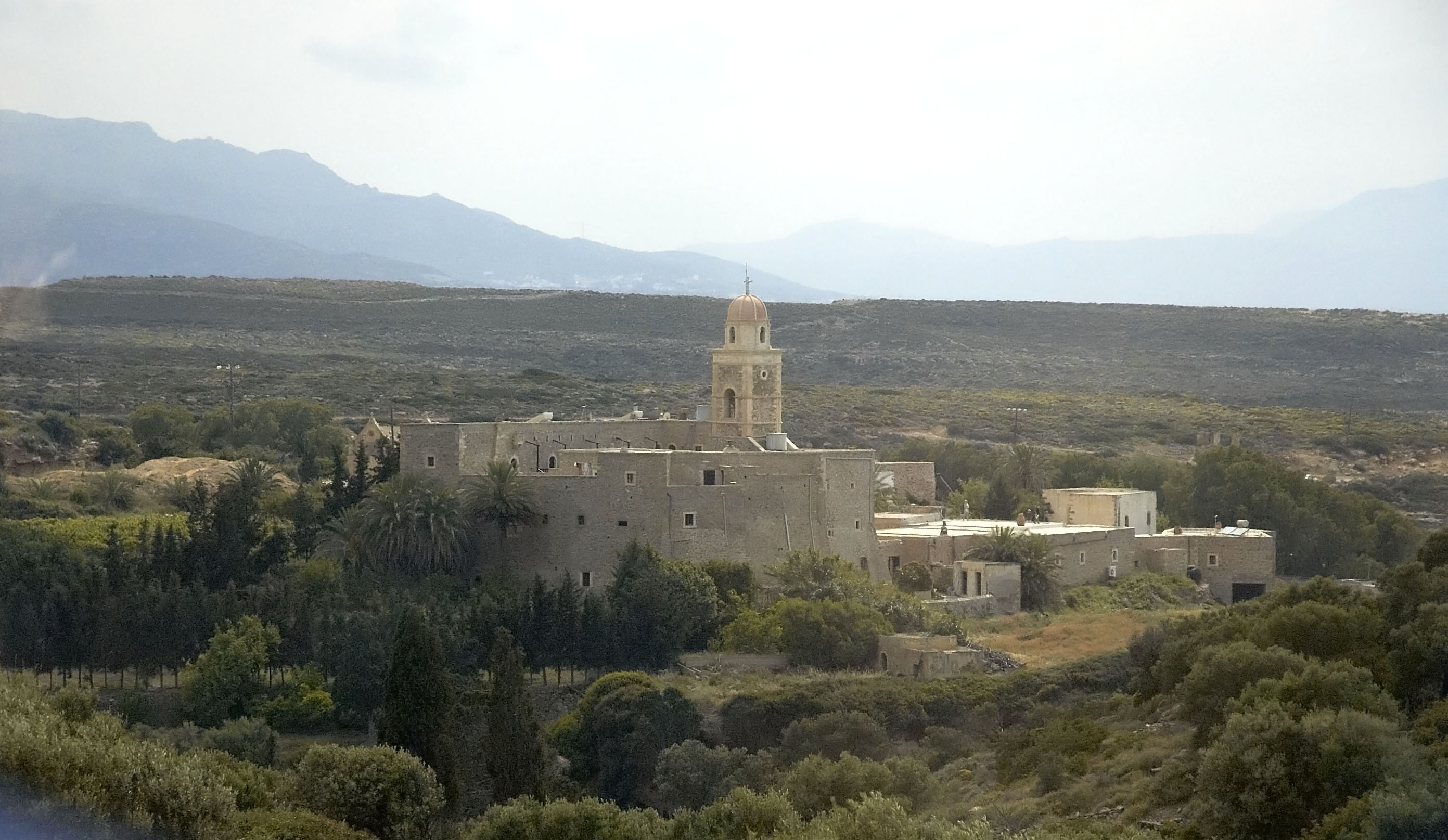
Moni (Mosteiro de) Tóplou

### Mosteiros
- Mosteiro de Tóplou (ou Toplos) — Dedicado a Ágios Georgios (São Jorge), no século XVIII gozava do privilégio especial de não pagar impostos. Em 1798, o patriarca de Constantinopla declarou o mosteiro e as suas imediações como "incultiváveis e imperturbável" e o acesso a ele passou a depender de autorização. Atualmente é dirigido pelo abade Filotheos Spanoudakis, que o mandou restaurar e ali fundou um Museu de Ícones, que além de ícones tem em exposição bíblias, hábitos e cruzes de ouro e prata. No refeitório há frescos do pintor Manolis Betinakis, realizados aquando do restauro recente.[38][39]
- Mosteiro de Kapsa — situado ao pé de uma montanha, próximo da garganta de Pervolaki, com vistas sobre o mar da Líbia (costa sul), a nove quilómetros de Macrigialós.[40]